# Hươu Père David
Hươu Père David (Elaphurus davidianus) là một loài động vật có vú trong họ Hươu nai, bộ Guốc chẵn. Loài này được Milne-Edwards mô tả năm 1866.

## Hình ảnh

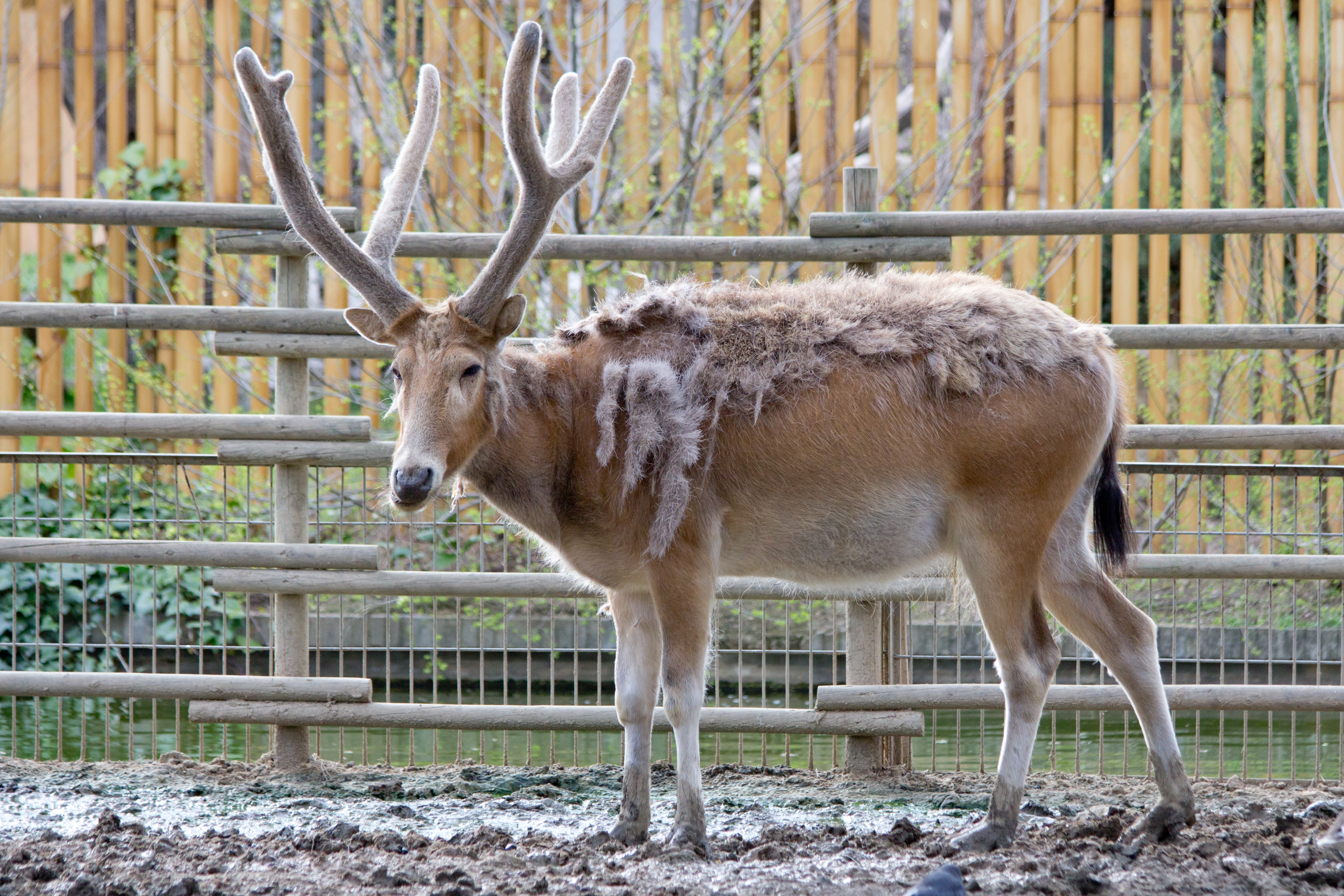
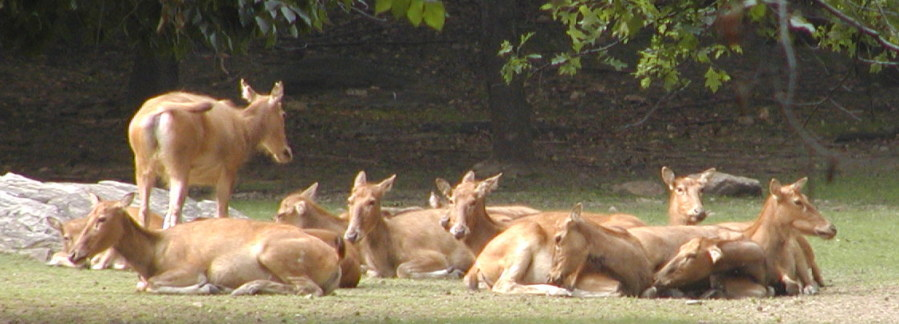
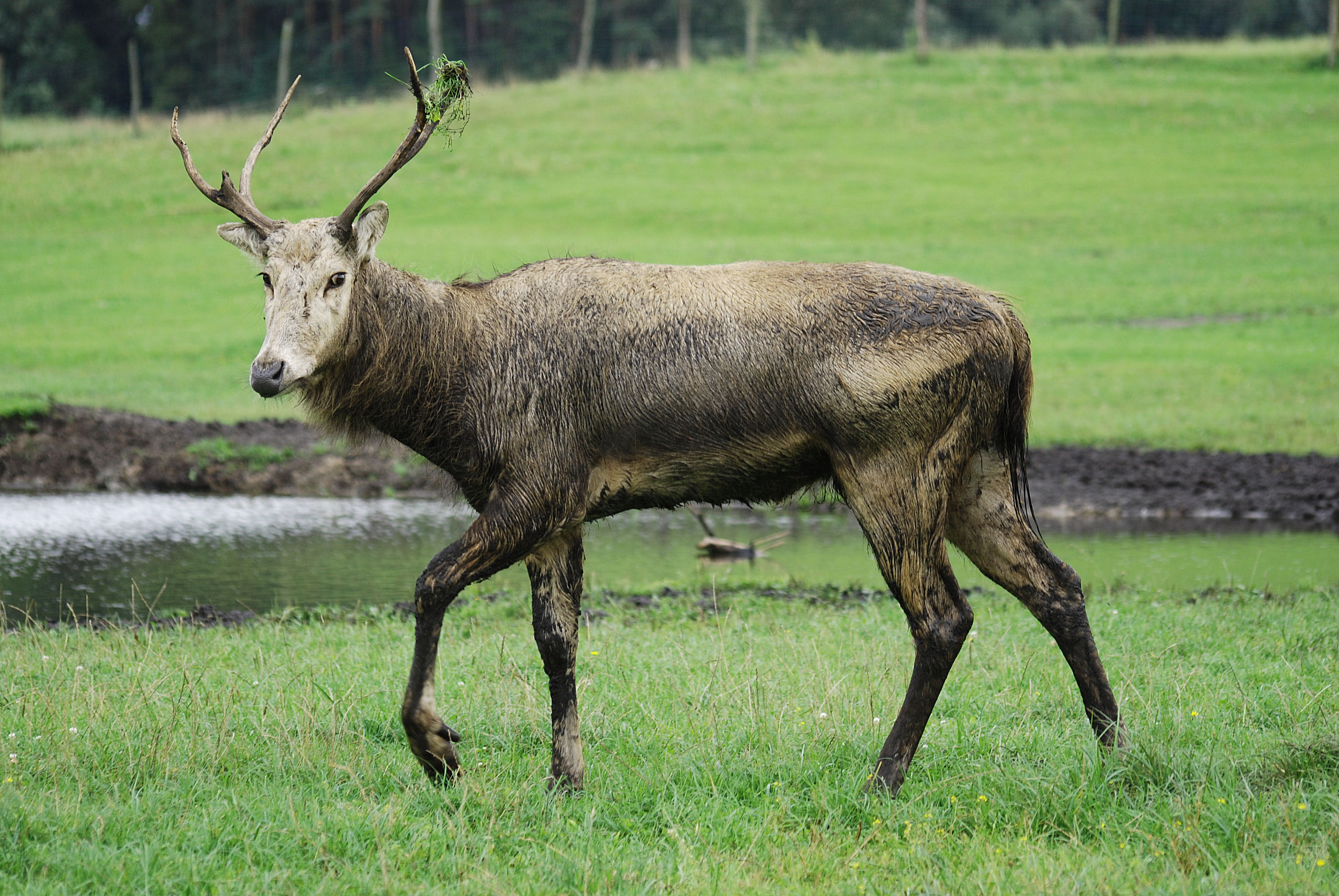
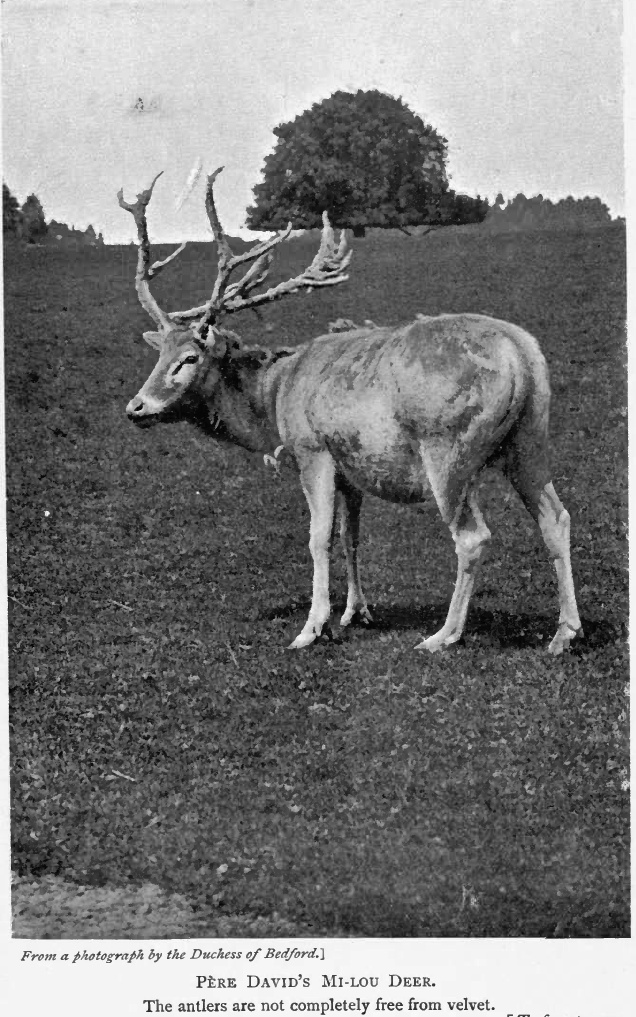
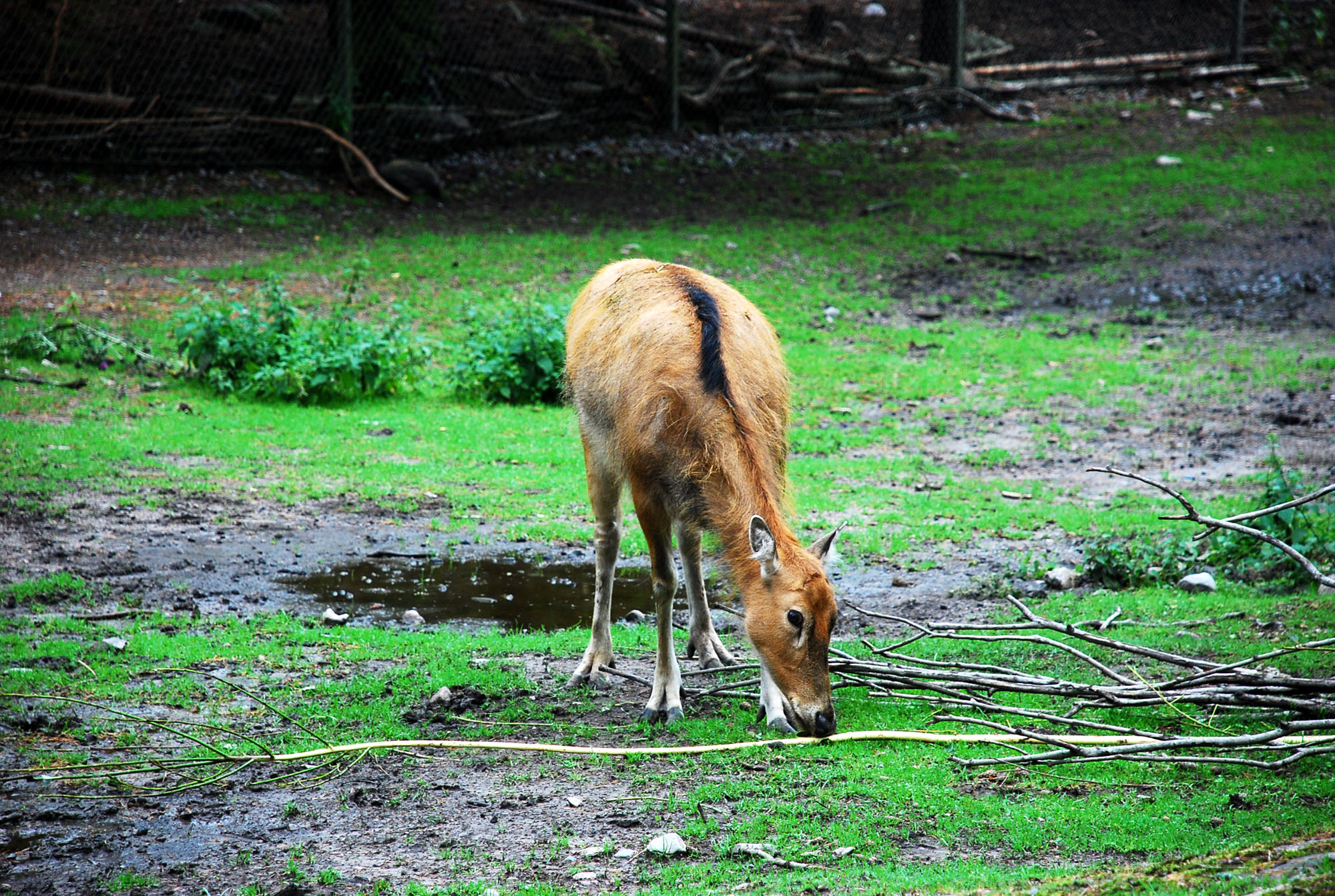

- Elaphurus davidianus